# Підставка для ялинки

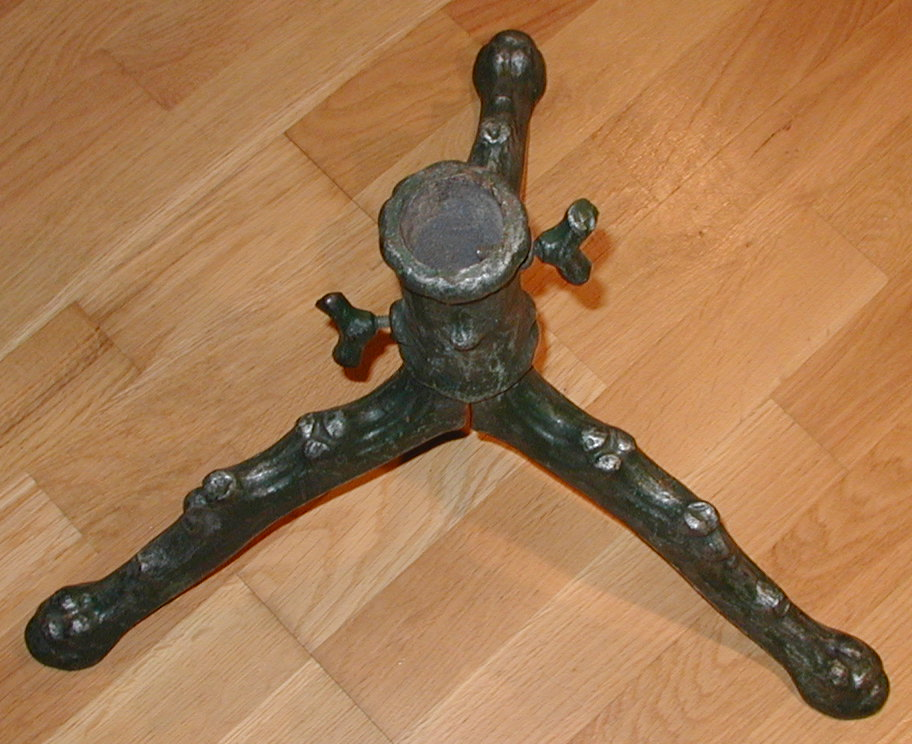
Підставка для ялинки

Підставка для (новорічної/різдвяної) ялинки — підставка, призначена для підтримування натуральної або штучної новорічної (різдвяної) ялинки. Для кріплення ялинки до XIX століття використовували різні пристрої, початково не призначені для цього. Перша згадка призначеного для цього пристрою датується 1876 роком. Дизайн пристроїв змінювався із роками. Підставки, призначені для натуральних ялинок, можуть мати резервуар із водою. Деякі підставки мають цінність на вторинному ринку антикваріату. 2019 року в Німеччині відкрито музей підставок для ялинок.

## Історія
Перша згадка підставки під різдвяне дерево зустрічається в описі ялинки з Ельзасу 1604 року: «Навколо нього зазвичай роблять чотирикутну рамку…». Продовження тексту втрачено, але найімовірніше йдеться про найпростішу форму дерев'яного кріплення або ж поширені пізніше «садки» — дерев'яні квадрати, всередину яких укладали мох і каміння:62.
Для кріплення ялинок до XIX століття використовували різні пристрої: заповнені піском діжки й бочки, примітивні конструкції зі схрещених дерев'яних дощечок, дубові колодки з пробуреним отвором під стовбур ялинки, низький ослінчик для доїння корів з прорізаним у сидінні отвором і навіть видовбаний кормовий буряк:62.
Спеціальні підставки для ялинок існують принаймні від 1876 року, коли журнал Arthur's Illustrated Home Magazine запропонував перетворити підставку для ялинки на підставку для квітів. Того ж року Герман Альбрехт із Філадельфії (штат Пенсільванія) отримав два патенти США на підставку для ялинки. 1892 року тесляр Едвард Сміт запропонував саморобну підставку для різдвяної ялинки.

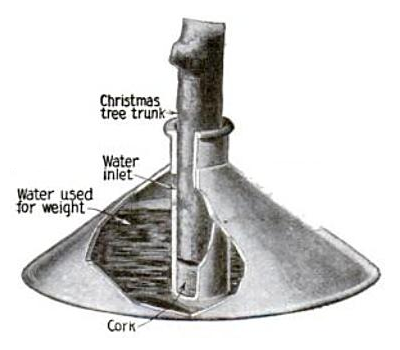
Підставка для різдвяної ялинки, представлена в журналі Popular Science 1919 року

1919 року в американському щомісячному журналі Popular Science вміщено замітку про новий тип підставки для ялинки. Вона мала широку основу у формі конуса, яка містила резервуар для води. Вода, поміщена в резервуар з оцинкованого заліза, надавала значної ваги підставці, що сприяло стійкості ялинки. Також завдяки воді ялинка залишалася свіжою та зеленою значно довше.

## Дизайн та різновиди
Типові для Німеччини наприкінці XIX століття підставки виглядали так (ґрунтуючись на збереженому примірнику): металевий тримач у вигляді циліндра, укріпленого шурупом на литій масивній квадратній основі. У верхню частину циліндра вкручено три шурупи-фіксатори. Квадратну основу таких підставок робили цільною або фігурною. Як правило, їх прикрашали різдвяною символікою — ялинками та ялиновими гілками, ангелами, зірками, свічками, шишками, написами, зображеннями характерних для Німеччини тварин, казкових персонажів тощо. Зразки XIX століття демонструють багатство декору і химерність деталей:62.
Нині підставки роблять пластиковими, дерев'яними чи металевими. Підставки з металу зносостійкі, їх роблять з прогумованими «ніжками», що захистити підлогу від подряпин. Деякі виробники разом із ялинкою продають і декоративні конструкції — плетені кошики для декорування підставки.

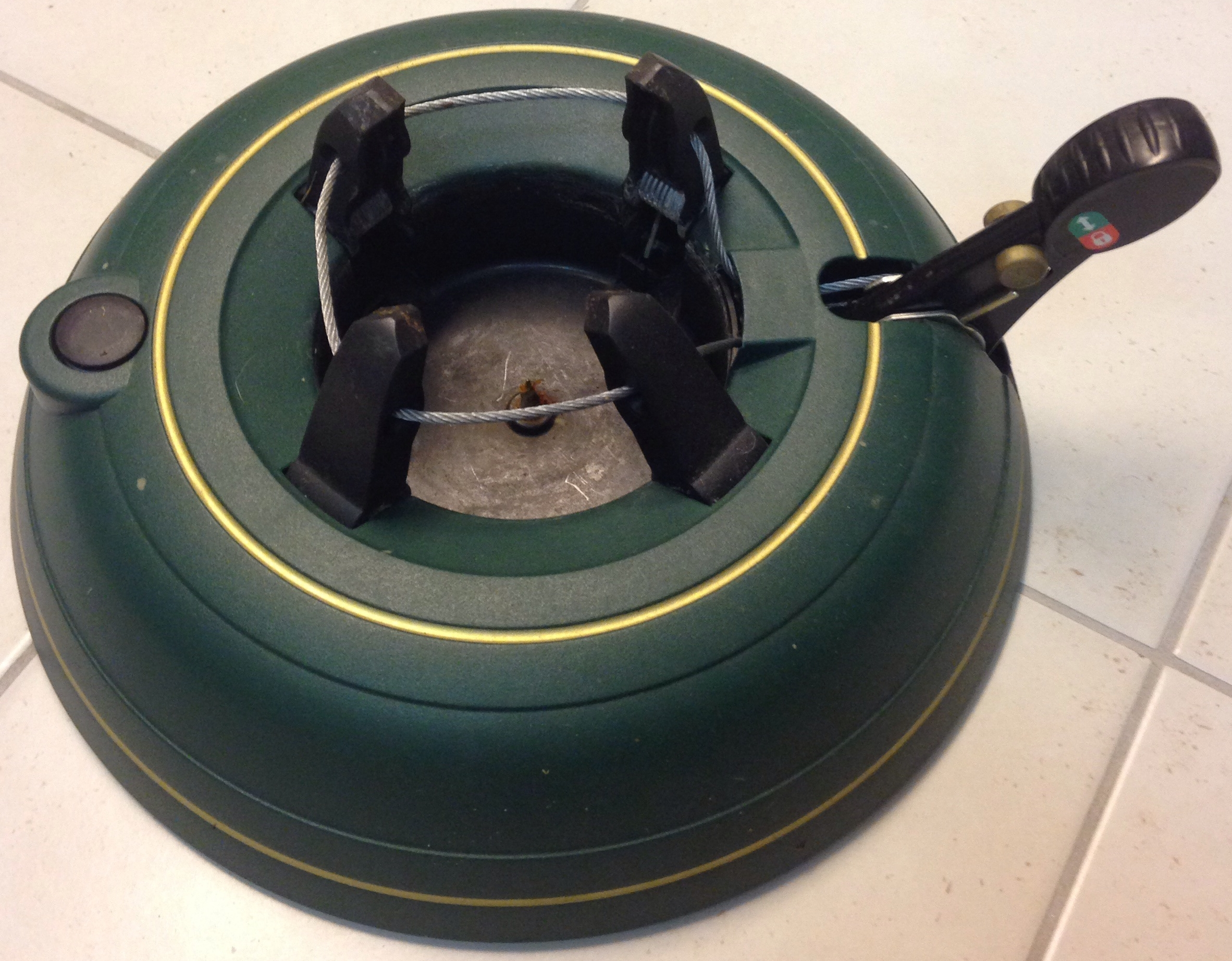
Підставка для різдвяної ялинки з резервуаром для води

Підставки для ялинок, призначені для натуральних дерев, часто мають резервуар для води. Для більшої довговічності натуральної ялинки слід використовувати великий резервуар із водою. Фітопатолог з Університету штату Вашингтон Гері Частагнер провів дослідження різних моделей підставок для різдвяних ялинок і виявив, що лише шість із 22 протестованих різних підставок мали достатню місткість для води для ялинок зі стовбуром діаметром понад 10 см.
Підставки для алюмінієвих ялинок іноді мали додаткові функції. Поширеним методом підсвічування цих штучних різдвяних ялинок було підлогове «колірне колесо», яке розміщувалося під ялинкою. Колірне колесо являло собою різнокольорові сегменти на прозорому пластиковому колесі, при вмиканні колесо оберталося, і світло проникало крізь прозорий пластик, освітлюючи різними кольорами металеві гілки ялинки.

## Інші використання
Деякі підставки для різдвяних ялинок були оформлені в унікальному стилі та мають цінність на вторинному ринку антикваріату. Одним із прикладів є декоративна підставка для різдвяної ялинки 1950-х років, розроблена Національною асоціацією виробників одягу та виготовлена з літографованої жерсті зі святковим дизайном. Така підставка для ялинки на відкритому ринку може коштувати до 250 доларів.

## Музей
2019 року в німецькому місті Мюлаккер відкрито музей, присвячений підставкам для ялинки. В музеї виставлено понад 300 експонатів із початкової колекції (що складається з 1200), яку місцева мешканка збирала протягом 20 років.